# Hôn nhân cùng giới ở Coahuila
Hôn nhân cùng giới đã được hợp pháp tại bang Coahuila của Mexico kể từ ngày 17 tháng 9 năm 2014, dựa trên ngày có hiệu lực được thiết lập bởi luật pháp được thông qua vào ngày 1 tháng 9 năm 2014. Trước khi thông qua luật, kết hợp dân sự cho các cặp cùng giới là hợp pháp, nhưng không hôn nhân đồng tính. Việc thông qua dự luật hôn nhân cùng giới đã biến Coahuila trở thành khu vực tài phán thứ hai ở México và là tiểu bang đầu tiên (vì Thành phố México là một quận liên bang), để thông qua hôn nhân cùng giới thông qua các biện pháp lập pháp. Chỉ có Thành phố Mexico và bang Quintana Roo được phép kết hôn cùng giới trước Coahuila.

## Kết hợp dân sự
Việc hợp pháp hóa kết hợp dân sự ở Coahuila đã bắt đầu được thảo luận từ đầu tháng 11 năm 2006, đồng thời với cuộc thảo luận sau đó đang diễn ra ở Thành phố Mexico.
Vào ngày 11 tháng 1 năm 2007, trong một cuộc bỏ phiếu 20-13, Đại hội Coahuila đã bỏ phiếu hợp pháp hóa kết hợp dân sự dưới tên pacto civ de solidaridad (PCS, "hiệp ước dân sự"), cho phép quyền sở hữu và quyền thừa kế như nhau cặp vợ chồng cùng giới. Tương tự như pacte civ de solidarité của Pháp và Eingetragene Lebenspartnerschaft của Đức.
| Đảng chính trị                         | Thành viên | Có | Không | Không bỏ phiếu | Vắng mặt |
| -------------------------------------- | ---------- | -- | ----- | -------------- | -------- |
| Đảng cách mạng thể chế                 | 20         | 19 |       |                | 1        |
| Đảng Hành động Quốc gia                | 9          |    | 9     |                |          |
| Đảng của cách mạng dân chủ             | 2          |    | 1     |                | 1        |
| Thống nhất dân chủ của Coahuila        | 2          |    | 2     |                |          |
| Nhà sinh thái học Đảng Xanh của Mexico | 1          |    | 1     |                |          |
| Đảng Lao động                          | 1          | 1  |       |                |          |
| Tổng cộng                              | 35         | 20 | 13    |                | 2        |

"PCS đại diện cho một phản ứng hợp lý đối với sự tồn tại của công dân mà theo truyền thống là nạn nhân của sự phân biệt đối xử, sỉ nhục và lạm dụng. Điều này không liên quan đến đạo đức. Nó phải làm với tính hợp pháp. Là con người, chúng ta phải bảo vệ họ như họ vốn có. Nó có liên quan đến tự do dân sự ", nữ nghị sĩ Julieta López, người đã thúc đẩy dự luật, từ trung tâm Đảng cách mạng thể chế (PRI), có 19 thành viên bỏ phiếu cho luật. Phó Luis Alberto Mendoza, thuộc phe trung hữu Đảng hành động quốc gia (PAN), người phản đối luật pháp, nói rằng đó là một "cuộc tấn công chống lại gia đình, đó là xã hội nhóm tự nhiên và được hình thành bởi một người đàn ông và một người phụ nữ." Ngoài ra, PCS đã thu hút rất ít sự phản đối. Giám mục Raúl Vera, người đứng đầu Giáo phận Công giáo Saltillo, đã từ chối lên án luật pháp. Trong khi Vera khăng khăng rằng "hai phụ nữ hoặc hai người đàn ông không thể kết hôn", anh ta cũng xem những người đồng tính là một nhóm thiểu số dễ bị tổn thương. "Ngày nay chúng ta sống trong một xã hội được sáng tác theo một cách khác. Có những người không muốn kết hôn theo luật pháp hoặc trong nhà thờ. Họ cần được bảo vệ pháp lý. Tôi không nên từ bỏ những người này." Không giống như luật pháp của Thành phố Mexico, một khi cặp đôi đồng tính đã đăng ký tại Coahuila, tiểu bang bảo vệ quyền lợi của họ bất kể họ sống ở đâu trong nước. Hai mươi ngày sau khi luật được thông qua, liên minh dân sự cùng giới đầu tiên của đất nước đã diễn ra tại Saltillo. Đó là giữa Karina Almaguer và Karla Lopez, 29 tuổi, một cặp đồng tính nữ từ Tamaulipas. Trong khoảng thời gian từ năm 2007 đến 2010, đã có 196 cặp cùng giới đã tham gia vào một PCS, không ai trong số họ bị hủy bỏ.

## Hôn nhân cùng giới
Vào ngày 5 tháng 3 năm 2013, Nghị sĩ Samuel Acevedo Flores, từ Đảng Dân chủ Xã hội, đã giới thiệu một dự luật cho Đại hội Coahuila để hợp pháp hóa hôn nhân cùng giới và nhận con nuôi của các cặp cùng giới. Vào ngày 11 tháng 2 năm 2014, Quốc hội đã phê chuẩn việc nhận con nuôi của các cặp cùng giới với số phiếu ủng hộ là 23 và hai người chống lại; tuy nhiên, cuộc tranh luận về hôn nhân cùng giới vẫn tiếp tục. Vào ngày 8 tháng 8 năm 2014, Quốc hội lại bắt đầu các cuộc thảo luận về hôn nhân cùng giới. Dự luật được thông qua vào ngày 1 tháng 9 năm 2014, biến Coahuila thành quận thứ hai để cải cách Bộ luật Dân sự và quyền tài phán thứ ba nơi một cặp vợ chồng có thể kết hôn mà không bị cấm. Luật có hiệu lực vào ngày 17 tháng 9 năm 2014, và cặp vợ chồng đầu tiên kết hôn vào ngày 20 tháng 9.
| Đảng chính trị                         | Thành viên | Có | Không | Không bỏ phiếu | Vắng mắt |
| -------------------------------------- | ---------- | -- | ----- | -------------- | -------- |
| Đảng cách mạng thể chế                 | 15         | 12 |       |                | 3        |
| Đảng Hành động Quốc gia                | 2          | 2  |       |                |          |
| Nhà sinh thái học Đảng Xanh của Mexico | 2          | 1  |       |                | 1        |
| Đảng Liên minh mới                     | 2          | 2  |       |                |          |
| Đảng đầu tiên của Coahuila             | 2          | 1  |       |                | 1        |
| Đảng Dân chủ Xã hội                    | 1          | 1  |       |                |          |
| Thống nhất dân chủ của Coahuila        | 1          |    | 1     |                |          |
| Tổng cộng                              | 25         | 19 | 1     |                | 5        |

### Số liệu thống kê
Từ tháng 9 năm 2014 đến tháng 6 năm 2017, 453 cuộc hôn nhân cùng giới đã được thực hiện tại bang này.
Đến tháng 7 năm 2018, 736 cặp cùng giới đã kết hôn ở Coahuila.
Dữ liệu được công bố vào tháng 8 năm 2018 cho thấy khoảng một nửa các cuộc hôn nhân cùng giới được thực hiện ở Coahuila liên quan đến một đối tác từ một tiểu bang hoặc quốc gia khác.

## Dư luận
Một cuộc thăm dò ý kiến năm 2017 được thực hiện bởi Gabinete de Comunicación Estratégica nhận thấy rằng 44% cư dân Coahuila ủng hộ hôn nhân cùng giới. 52% đã phản đối.
Theo khảo sát năm 2018 của Instituto Nacional de Estadística y Geografía (INEGI), 47% người Coahuila phản đối hôn nhân cùng giới.